# Vampiro
Ian Richard Hodgkinson (* 30. Mai 1967 in Thunder Bay, Ontario) ist ein ehemaliger kanadischer Wrestler und Schauspieler, der zuletzt als Vampiro bei der kurzlebigen Wrestlingshow Wrestling Society X des Senders MTV antrat. Derzeit ist er als Mitglied der Guardian Angels mit der Leitung dieser Gruppe in Mexiko-Stadt, wo er Ende der 1980er erste Popularität als Wrestler gewann, befasst.

## Persönliches
Hodgkinson wuchs in Thunder Bay zusammen mit zwei Schwestern als Sohn einer alleinerziehenden Mutter auf. Früh sehr groß und stark gebaut, spielte er in seiner Jugend Eishockey. 1984 wurde er für das Team der Kingston Canadians der Ontario Hockey League ausgewählt, aber in der Saisonvorbereitung ausgemustert. Hodgkinson hat inzwischen zusätzlich die mexikanische Staatsangehörigkeit. Er ist geschieden und hat eine Tochter.

## Karriere
1984 gab Hodgkinson bei der Promotion World Wrestling Council in Montreal als Jobber sein Wrestlingdebüt. Drei Jahre später, nach einer Phase, in der er nach eigenen Angaben unter anderem als Rausschmeißer eines Clubs Mickey Rourkes und als Bodyguard für Milli Vanilli gearbeitet hat, ging er nach Mexiko, wo er für den größten örtlichen Wrestlingveranstalter Consejo Mundial de Lucha Libre antrat. Hodgkinson, der mit blaugefärbten Dreadlocks und zahlreichen Tätowierungen auffiel, kam beim Publikum an und wurde unter dem Ringnamen El Vampiro Canadiense zu einem der Zugpferde der Promotion.
In den späten 1990er Jahren unterschrieb Hodgkinson einen Vertrag bei der großen amerikanischen Wrestlingpormotion World Championship Wrestling. In der Promotion hatte Hodgkinson, nun als Vampiro antretend, Fehden gegen andere Mexikoimporte der WCW wie Eddie Guerrero, Rey Mysterio oder Konnan, aber auch mit Berlyn oder Dr. Death. 2000 erhielt Vampiro schließlich eine Fehde gegen den Topstar der WCW, Sting. Im selben Jahr nahm Vampiro an einem Turnier um den vakanten WCW United States Titel, schied aber bereits in der ersten Runde gegen „The Great Muta“ aus, mit dem er wenig später ein kurzlebiges Tag Team bildete. Mit diesem Team erhielt Vampiro seinen einzigen WCW Titel, als sie die Titelträger „Kronik“ (Brian Adams und Bryan Clark) schlagen durften. Der alternde Muta und Vampiro mussten die Titel bereits am nächsten Tag an Rey Mysterio und Juventud Guerrera weitergeben. Das Tag Team wurde danach durch einen gespielten Verrat Vampiros an Muta aufgelöst, was zu einem 3 Way Match beim WCW-Pay-per-View „Fall Brawl 2000“ zwischen The Great Muta, Sting und Vampiro führte, das Sting gewann.
Vampiro war bei der Übernahme der WCW durch ihren Konkurrenten World Wrestling Entertainment verletzt, sein Vertrag wurde nicht übernommen. Hodgkinson ging zurück zur CMLL, trat aber auch bei All Japan Pro Wrestling an, wo er mit dem Great Muta wieder als Tag Team antrat. 2003 hatte er einen kurzen Phase bei Total Nonstop Action Wrestling.
2005 erschien Hodgkinson in der mexikanischen Wrestlingpromotion Asistencia Asesoría y Administración (AAA), wo er zugleich als Booker für die Matchansetzung zuständig war. In dieser Organisation konnte er die Rey de Reyes Trophäe gewinnen. Daneben trat er weiter in unabhängigen Promotionen auf, meist als Teilnehmer an Titelkämpfen.
Anfang 2007 war Hodgkinson eine der maßgeblichen Figuren des Wrestling-Projekts Wrestling Society X des Popsenders MTV. Hodgkinson trat im Pilotfilm des Projektes auf; hinter den Kulissen war er auch der Booker der Wrestlingmatches. Vampiro wurde auch der Heavyweight Champion des Sendeformats, den Titel gewann er gegen 6-Pac (Sean Waltman), nachdem beide die letzten im Ring einer Battle Royal gewesen waren. MTV verschob die Ausstrahlung der vierten aufgezeichneten Sendung, da Vampiro in der vierten Episode der aufgezeichneten Sendungen einen pyrotechnischen Effekt ins Gesicht bekam, was Senderverantwortlichen unverantwortlich schien. Die Episoden fünf bis neun einschließlich des Titelverlusts Vampiros an Ricky Banderas wurden im Block ausgestrahlt, Episode zehn überhaupt nicht mehr.
Seit 2014 arbeitet er bei Lucha Underground.

## Titelerfolge
- Asistencia Asesoría y Administración
  - AAA World Tag Team Championship (1×) – mit Joe Líder
  - Rey de Reyes (2006)
- Consejo Mundial de Lucha Libre
  - NWA World Light Heavyweight Championship (1×)
- Federacion Internacional de Lucha Libre
  - FILL Heavyweight Championship (1×)[2]
- Fiend Wrestling Germany
  - FWG Championship (1×)[3]
- International Wrestling Association
  - IWA Hardcore Championship (4×)[4]
- International Wrestling Revolution Group
  - IWRG Intercontinental Heavyweight Championship (1×)[5]
- Juggalo Championship Wrestling
  - JCW Heavyweight Championship (2×)
- Nu-Wrestling Evolution
  - NWE World Heavyweight Championship (1×)[6]
- Pro Wrestling Illustrated
  -     1. 31 der 500 besten Einzelwrestler (2000)
- Universal Wrestling Association
  - UWA World Heavyweight Championship (1×)
- World Championship Wrestling
  - WCW World Tag Team Championship (1×) – mit The Great Muta
- World Wrestling Council
  - WWC Universal Heavyweight Championship (1×)
- Wrestling Society X
  - WSX Rumble (zusammen mit 6-Pac)
  - WSX Championship (1×)